# Haus Watzinger
Das Haus Watzinger in der Leo-Tolstoi-Straße 9 ist ein Bauwerk in Darmstadt-Eberstadt. Es ist aus architektonischen und stadtgeschichtlichen Gründen ein Kulturdenkmal.

## Geschichte und Beschreibung
Das Landhaus wurde im Jahre 1905 nach Plänen des Architekten Friedrich Becker erbaut.
Ein steil ansteigendes Mansarddach dominiert das Einfamilienhaus.
Auffällig sind die eigenartigen Proportionen des Hauses.
Es erscheint – im Vergleich zur Höhe – relativ kurz.
Ein wuchtiges Zwerchhaus korrigiert dieses scheinbare Missverhältnis.
Schauseite der Villa ist die Nordfassade mit der eingeschobenen Terrasse.